# Poślizgowate

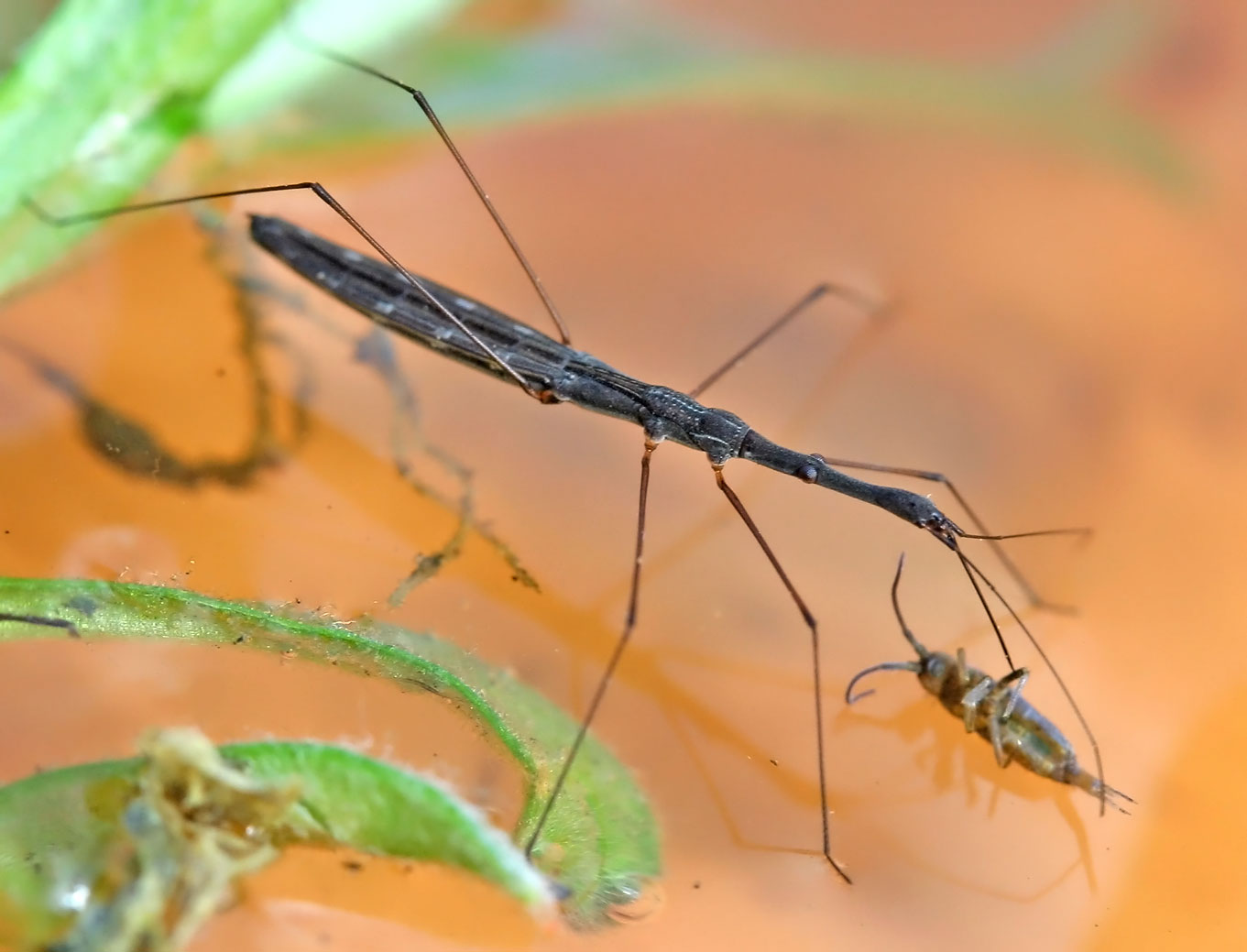
Poślizg wysmukły (Hydrometra stagnorum)

Poślizgowate (Hydrometridae) – rodzina pluskwiaków różnoskrzydłych z infrarzędu półwodnych i nadrodziny Hydrometroidea.

## Opis
Do poślizgowatych należą pluskwiaki od niewielkich do średnich rozmiarów, osiągające od 2,7 do 22 mm długości, często silnie wydłużonego ciała. Ubarwienie mają szare lub brązowe. Powierzchnię ciała w różnym stopniu pokrywa warstwa mikroskopowych i makroskopowych włosków. Głowa jest silnie wydłużona, zazwyczaj dłuższa od tułowia, o oczach umieszczonych około połowy jej długości i tym samym wyraźnie odległych od przedniego brzegu przedplecza. Z wyjątkiem rodzaju Hydrometra trichobotria głowowe tylnej pary osadzone są na guzkach. Czułki cztero- lub pięcioczłonowe, długie i cienkie. Wierzchołkowa część czwartego ich członu ma uwpuklenie, zazwyczaj obwarowane zmodyfikowanymi szczecinkami. Kłujka jest poprzecznie drobno żeberkowana, trójczłonowa, niesięgająca nasady głowy, cienka. Powszechny jest polimorfizm skrzydłowy. W przypadku pełnego rozwinięcia półpokryw są one uproszczone, nie podzielone na przykrywkę, międzykrywkę i zakrywkę. Użyłkowanie półpokryw jest zwykle przynajmniej nieco zredukowane. Odnóża są smukłe i długie. Stopy trójczłonowe, wyposażone w dwa pazurki i arolia. Genitalia samców mają paramery sierpowate i symetryczne, a pygofor sterczący na końcu odwłoka. Samice w większości przypadków mają uwstecznione pokładełko.

## Biologia i ekologia
Pluskwiaki te występują w przybrzeżnej strefie wód, głównie na powierzchni wody, ale także na przybrzeżnych roślinach i kamieniach. Niektóre prowadzą półlądowy tryb życia. Jaja często przyczepiane są na roślinach wodnych i przybrzeżnych. Odżywiają się owadami spadłymi na powierzchnię wody.

## Rozprzestrzenienie
Przedstawiciele rodziny występują na wszystkich kontynentach, przy czym większość w strefie tropikalnej. W innych szerokościach geograficznych występuje tylko rodzaj Hydrometra. W Polsce żyją tylko poślizg wysmukły i Hydrometra gracilenta.

## Systematyka
Rodzina poślizgowatych liczy około 100 gatunków, z czego większość należy do rodzaju Hydrometra. Podzielona jest na 3 podrodziny:
- Heterocleptinae Villiers, 1948
- Hydrometrinae Billberg, 1820
- Limnobatodinae Esaki, 1927